# Peter Lindner
Peter Lindner, né le 16 mars 1930 à Düsseldorf et décédé le 11 octobre 1964 sur l'autodrome de Linas-Montlhéry, est un pilote automobile allemand, essentiellement sur voitures de tourisme en circuits, résident à Wiesbaden.

## Biographie

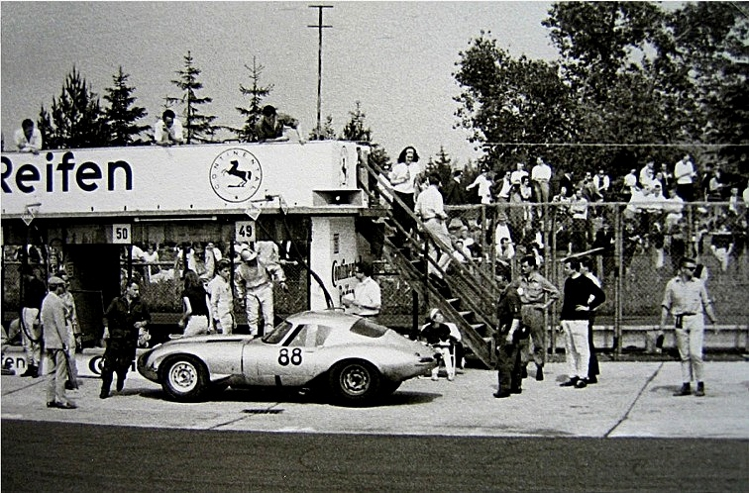
P. Lindner, avec à sa gauche son équipier P. Nöcker casqué, aux 1000 kilomètres du Nürburgring 1964 toujours sur Jaguar E-Type Lightweight (lors d'un arrêt aux stands).

Il est, du milieu des années 1950 à celui des années 1960, concessionnaire et importateur des marques britanniques Jaguar et Aston Martin.
Sa carrière en sport mécanique s'étale régulièrement entre 1960 et 1964 avec ses propres voitures, après des débuts en course en 1955 sur Jaguar XK120 (à Pferdsfeld).
En 1961, il remporte le Championnat d'Allemagne des circuits tourisme (le DARM), sur Jaguar Mark 2 3.8L. en catégorie plus de 2.5L..
En 1963, son ami Peter Nöcker (de Düsseldorf) remporte le premier titre décerné de champion d'Europe des voitures de tourisme avec une Jaguar Mk II 3.8L. appartenant à l'écurie Lindner/Nöcker.
Lindner participe aux 24 Heures du Mans en 1964 (sur Jaguar E-Type Lightweight personnelle, avec Nöcker).
La même année, il est victime d'un accident fatal lors d'un dimanche proche de la mi-octobre, durant les 1 000 kilomètres de Paris disputés sur l'autodrome de Linas-Montlhéry, à la suite d'une collision entre sa Jaguar et l'Abarth-Simca 1300 de Franco Patria (autre victime de l'accident-alors à l'arrêt), avec aussi le décès de trois commissaires de piste, René Dumoulin, Roger Millot et Jean Pairard. Lindner fait alors équipe avec Nöcker sur le modèle Lightweight E-Type 3.8. : il eut un aquaplanage à la suite d'une rupture d'un joint moteur, au bout de ligne des stands alors que Patria s'apprête à revenir en piste. La course est malgré tout menée à terme.
Durant sa carrière sportive, Peter Lindner court également sur Aston Martin DB4GT et sur Lotus Elite S2.

## Victoires notables
- 6 Heures du Nürburgring ACS, le 11 juin 1961 (avec Peter Nöcker) sur Jaguar Mk II 3.8L. (tourisme) ;
- 6 Heures du Nürburgring ADAC, le 17 juin 1962 (avec P. Nöcker) sur Jaguar Mk II 3.8L. (tourisme) ;
- 6 Heures du Nürburgring ADAC, le 16 juin 1963 (avec P. Nöcker) sur Jaguar Mk II 3.8L. (de classe 9) de sa propre équipe, le  Peter Lindner Racing (devant 50 000 spectateurs, première épreuve de l'ETCC) ;
- 12 Heures du Nürburgring ADAC, le 14 juillet 1963 (avec P. Nöcker) sur Jaguar Mk II 3.8L. ;
- Avusrennen, le 6 octobre 1963 sur Jaguar E-type Lightweight.

(nota bene: la paire Nöcker/Lindner est également deuxième des 6 Heures de Brands Hatch et troisième du Grand Prix de Budapest en 1963, avec la Mk II en ETCC.)